# بیلی تالبوت
بیلی تالبوت (انگلیسی: Billy Talbot؛ زادهٔ ۲۳ اکتبر ۱۹۴۳) یک خواننده اهل ایالات متحده آمریکا است.